# مائیو

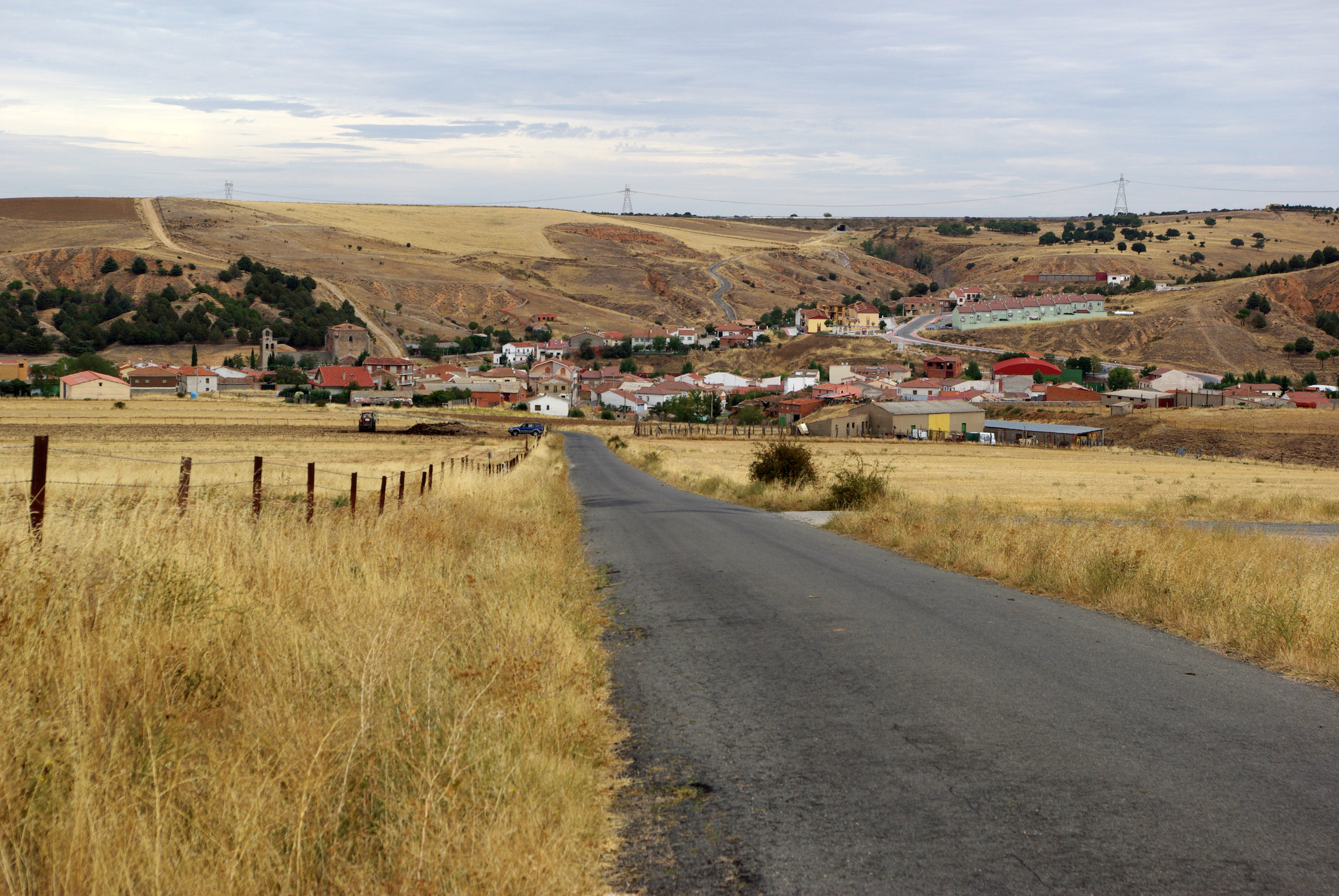
تصویری از این دهستان

مائیو دهستانی در استان آبیلای اسپانیا است.
در این دهستان ۶۴۶ نفر زندگی می‌کنند. مساحت این دهستان ۶۵٫۴۳ کیلومتر مربع است.